# تشسکا کامنیتسه
تشسکا کامنیتسه (به چکی: Česká Kamenice) یک منطقهٔ مسکونی در جمهوری چک است که در ناحیه دیتشین واقع شده‌است. تشسکا کامنیتسه ۵٬۴۷۳ نفر جمعیت دارد.